# Love Sensuality Devotion: The Remix Collection
Love Sensuality Devotion: The Remix Collection è una compilation di canzoni remixate degli Enigma, realizzato nel 2001. Tutti i remixes sono tratti dagli album realizzati dagli Enigma tra il 1990 e il 2000.

## Tracce
1. Turn Around "Northern Lights Club Mix"  (135 BPM) (Michael Cretu - Jens Gad);
2. Age of Loneliness "Enigmatic Club Mix" (128 BPM) ("Curly" Michael Cretu - Jens Gad);
3. Push the Limits "ATB Remix" (133 BPM) (Michael Cretu - Jens Gad);
4. Gravity of Love "Judgement Day Club Mix" (140 BPM) (Michael Cretu);
5. Return to Innocence "380 Midnight Mix" (88 BPM) ("Curly" Michael Cretu);
6. Sadeness (Part I) "Violent U.S. Remix" (95 BPM) ("Curly" Michael Cretu - F. Gregorian - David Fairstein);
7. Principles of Lust "Everlasting Lust Mix" (95 BPM) ("Curly" Michael Cretu);
8. Mea Culpa (Part II) "Fading Shades Mix" (100 BPM) ("Curly" Michael Cretu - David Fairstein);
9. T.N.T. for the Brain "Midnight Man Mix" (112 BPM) ("Curly" Michael Cretu);